# Эшенова, Салый
Салы́й Эше́нова (кирг. Салый Эшенова; 10 июня 1921 год, с. Кабак) — мастер-швея Пржевальской швейной фабрики, Киргизская ССР. Герой Социалистического Труда (1960). Член ЦК Компартии Киргизии.

## Биография
Родилась в 1921 году в крестьянской семье в селе Кабак (ныне — Джети-Огузский район Иссык-Кульской области).
В 1941 году окончила Нарынское педагогическое училище, после чего до 1950 года преподавала в средней школе имени Куйбышева в Нарыне. С 1951 по 1953 года работала на различных производствах в Пржевальске. С 1953 года — мастер-швея Пржевальской швейной фабрики.
Ежегодно перевыполняла производственный план на 140—180 %. Стала инициатором социалистического движения досрочного выполнения заданий Шестой пятилетки (1956—1960) в честь будущего XXII съезда КПСС. Указом Президиума Верховного Совета СССР от 7 марта 1960 года в ознаменование 50-летия Международного женского дня, за выдающиеся достижения в труде и особо плодотворную общественную деятельность удостоена звания Героя Социалистического Труда с вручением ордена Ленина и золотой медали «Серп и Молот».
Была делегатом на VII, XII, XIV и XVI съездах Компартии Киргизии. На XVI съезде была избрана в ЦК.
Проживала в Пржевальске.